# AVUS
AVUS (Automobil-Verkehrs- und Übungs-Straße, niem. ulica ruchu automobilowego i ćwiczebna) – najstarszy w Europie odcinek autostrady, znajdujący się w Berlinie.

## Historia
Autostrada została oddana do ruchu 24 września 1921. Początek prac datuje się na 1913, jednak wskutek wybuchu I wojny światowej zostały one wstrzymane.
AVUS leży na południowym zachodzie Berlina i jest północnym odcinkiem autostrady A115. Prowadzi od masztu radiowego Berliner Funkturm przy terenach targowych (Messegelände) w pobliżu Masurenallee (gdzie łączy się z obwodnicą Berlina – Berliner Stadtring), następnie przez 9 kilometrowej długości obszar leśny Grunewald aż do jeziora Nikolassee.
Do kwietnia 1998 odbywały się tutaj w niektóre weekendy wyścigi samochodowe. Na torze tylko raz odbyło się Grand Prix Formuły 1. W 1959 roku zorganizowano tam Grand Prix Niemiec Formuły 1 – wygrał wówczas Tony Brooks.

## Zwycięzcy Grand Prix Niemiec na torze AVUS

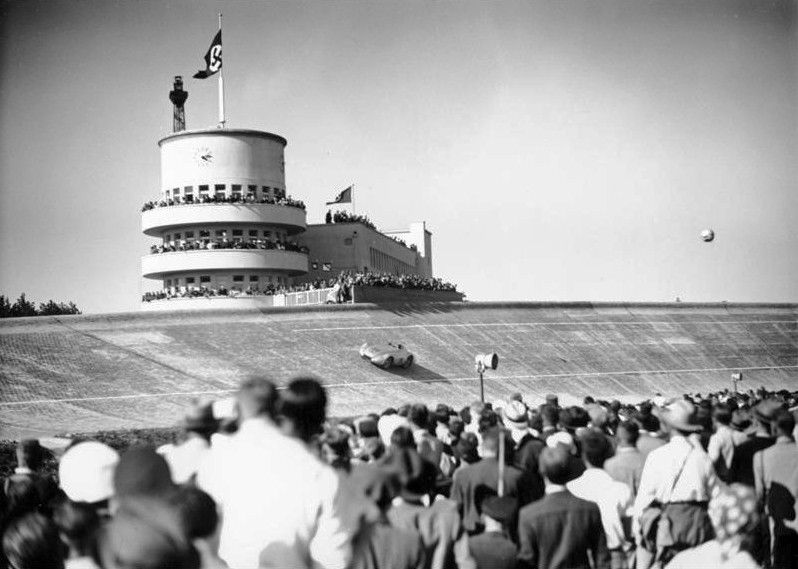
AVUS, 1937

| Sezon | Kierowca    | Zespół  |        |
| ----- | ----------- | ------- | ------ |
| 1959  | Tony Brooks | Ferrari | Wyniki |